# شینوهایر
شینوهایر (به ارمنی: Շինուհայր) یک سکونتگاه مسکونی در ارمنستان است که در استان سیونیک واقع شده‌است.  در  کیلومتری جنوب کاپان، مرکز استان سیونیک واقع شده است.

## خصوصیات
شینوهایر ۳۰٫۵۶ کیلومترمربع مساحت و ۲٬۶۶۱ نفر جمعیت دارد و در ارتفاع  متر بالاتر از سطح دریا قرار گرفته است.

## جاذبه‌های تاریخی

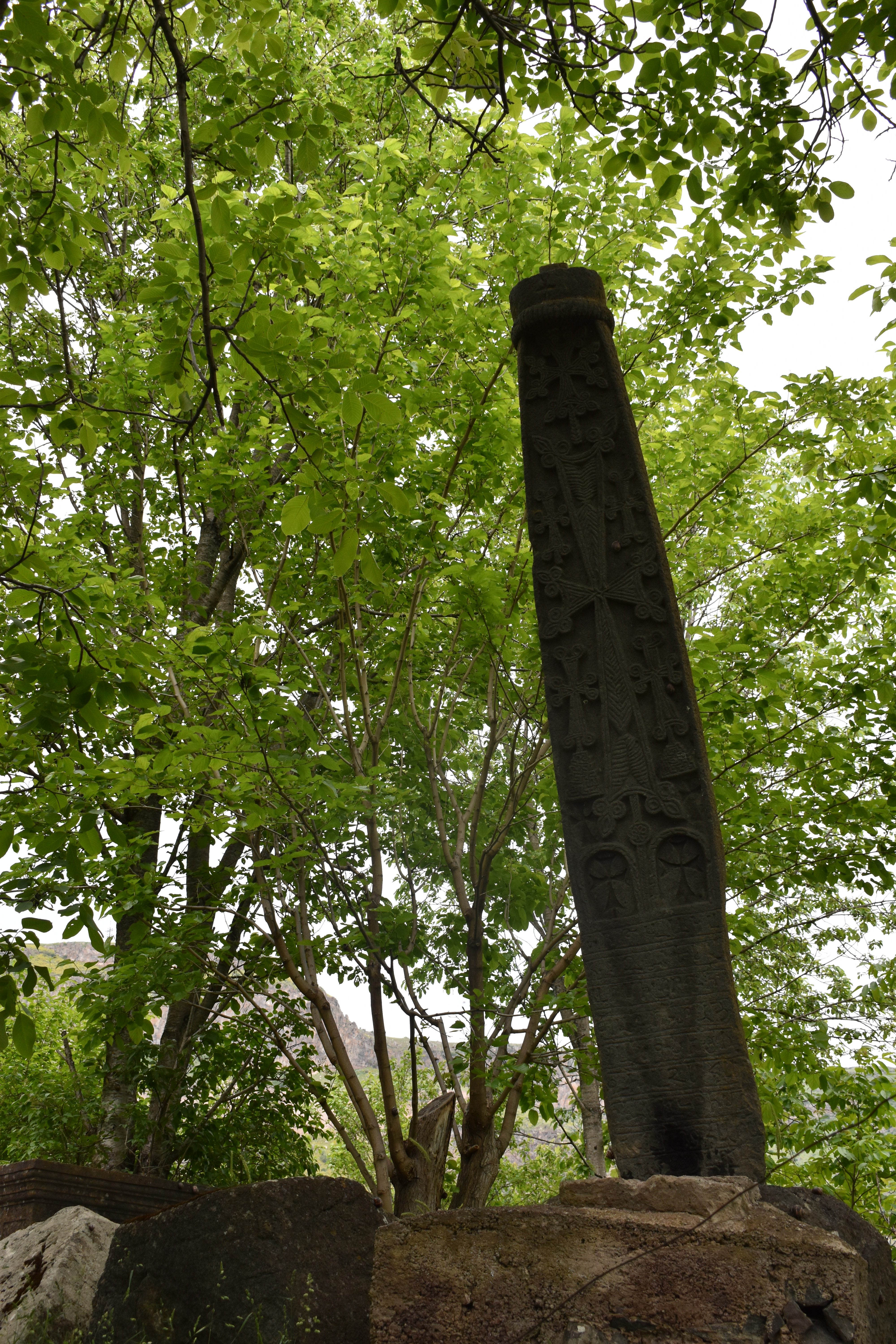
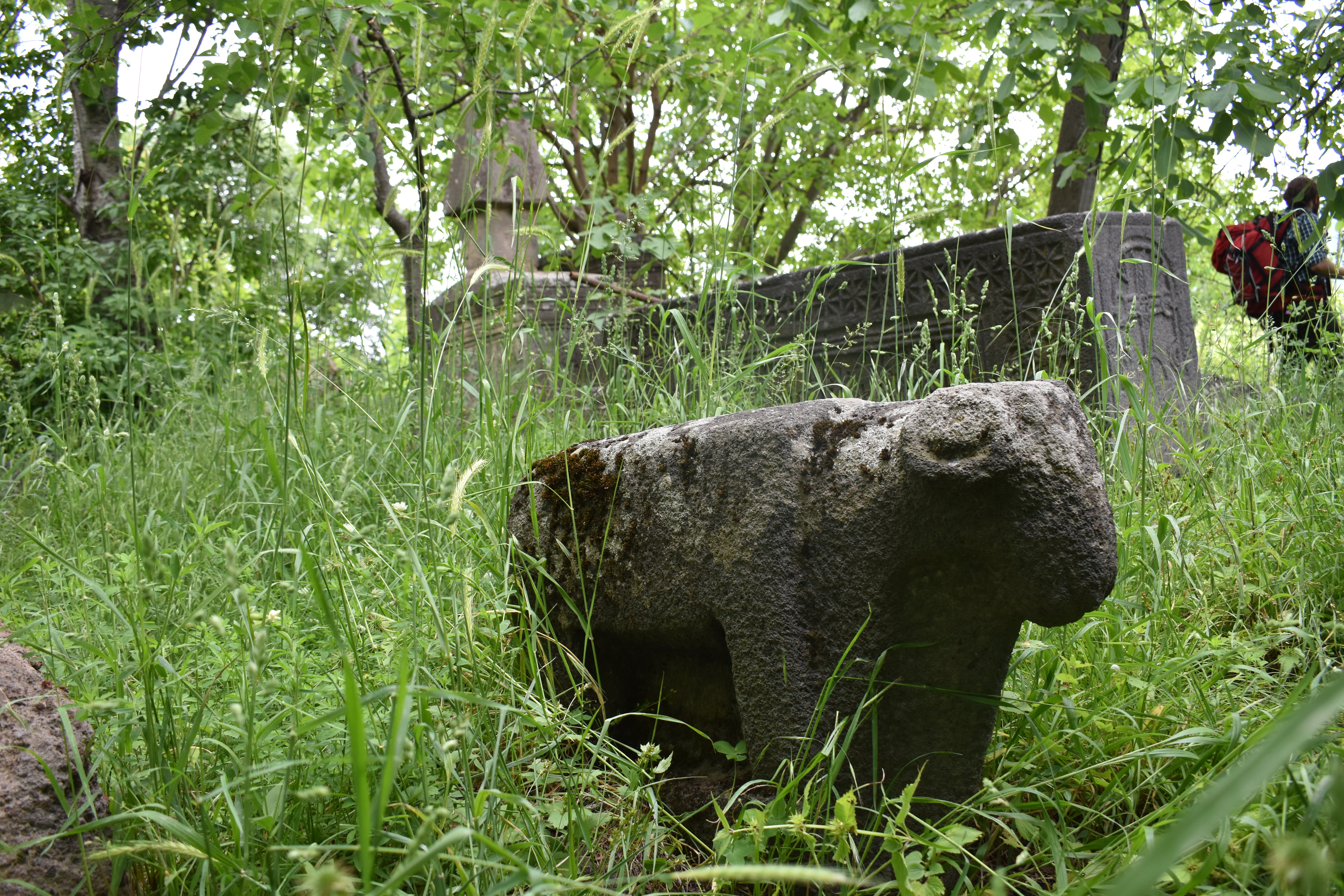
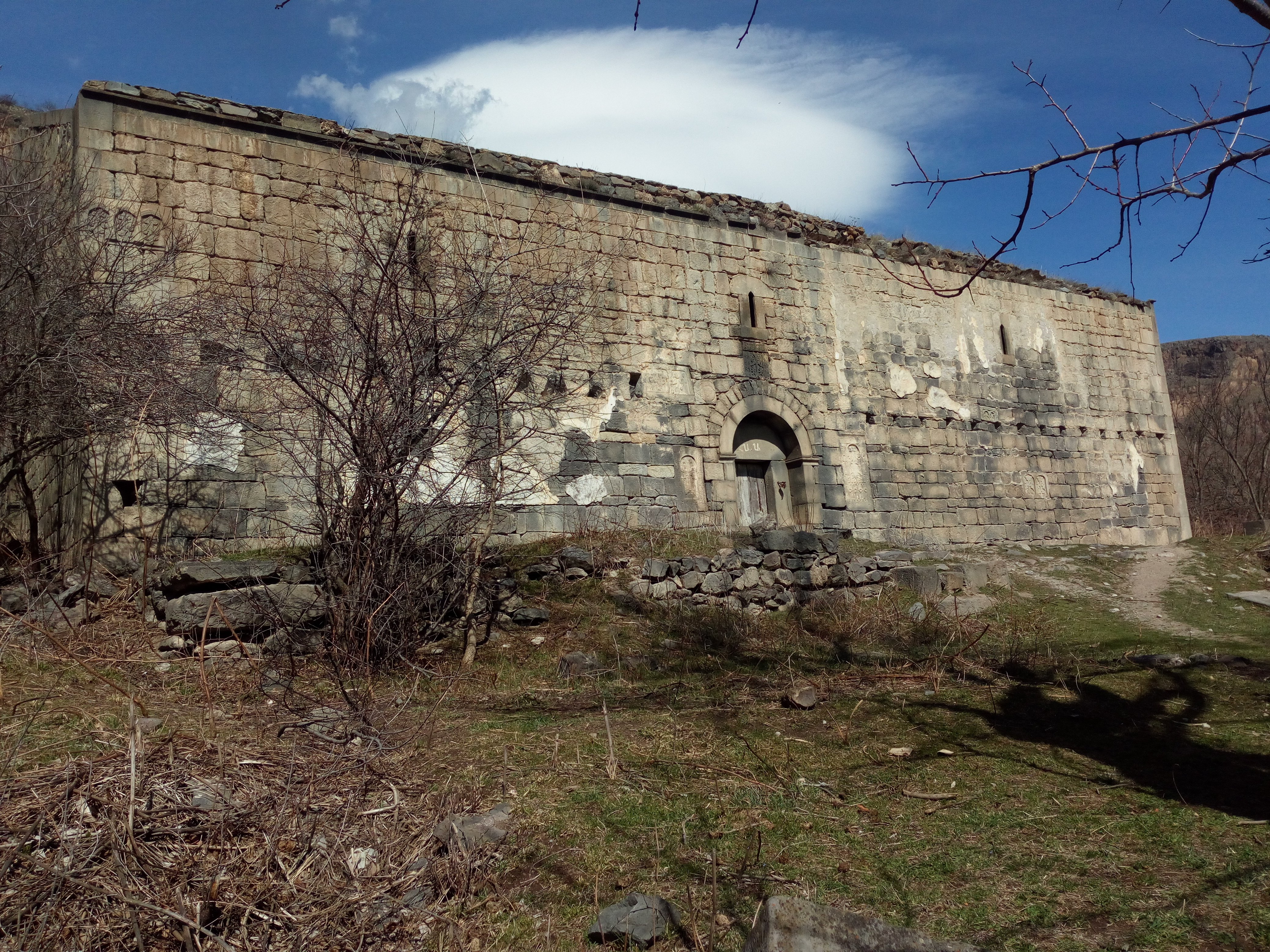
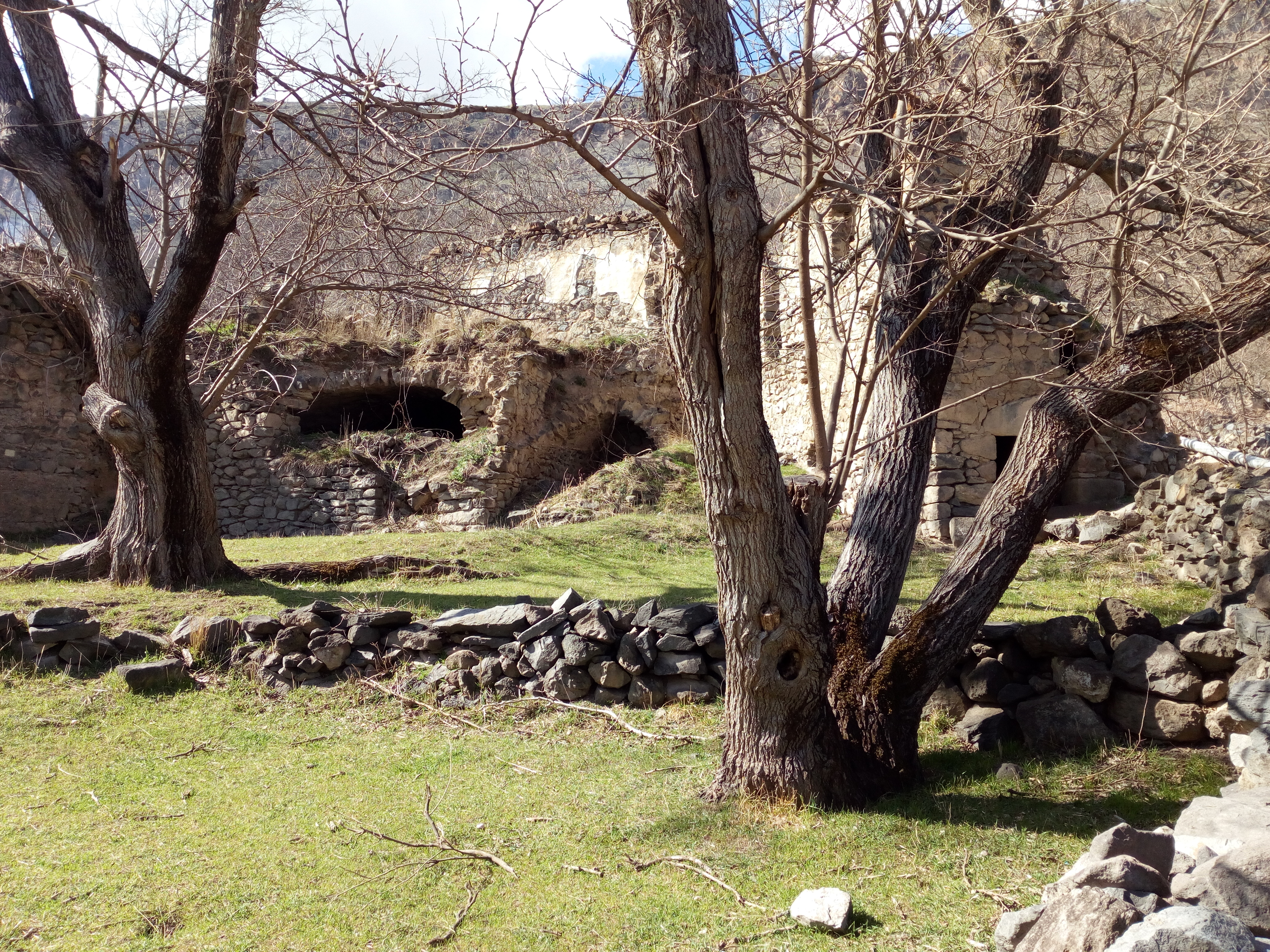